# Emmanuel Joseph Sieyès
Emmanuel Joseph Sieyès (Fréjus, 3 maggio 1748 – Parigi, 20 giugno 1836) è stato un abate e politico francese, personaggio che svolse un ruolo importante negli eventi rivoluzionari che cambiarono la storia della Francia e del mondo. Abile politico, con tendenza al trasformismo, sopravvisse indenne ai vari soprassalti della rivoluzione. Come Talleyrand e Fouché, ebbe infatti ruoli politici nel periodo post-rivoluzionario. Fu soprannominato "la talpa della Rivoluzione" da Robespierre. 
Prete costituzionale, vicino alle idee illuministe moderate e membro del gruppo degli idéologues, fu duramente criticato da avversari politici come Edmund Burke, a causa della sua grande influenza sulle decisioni dell'Assemblea Nazionale, tale da farlo considerare il "teorico della rivoluzione". Scrisse infatti, tra il 1788 e il 1789, tre pamphlet in cui descrisse il programma politico di eliminazione dei privilegi nobiliari e di ascesa del Terzo Stato, in vista degli Stati generali del 1789 che si riveleranno a sorpresa l'inizio della rivoluzione. Fu inoltre il padre della Costituzione francese del 1795 e collaborò con Napoleone durante l'instaurazione del Consolato.

## Biografia

### Periodo 1748-1787
Emmanuel Joseph Sieyès nacque nel 1748 a Fréjus, nel sud della Francia, in una famiglia borghese.
Suo padre, Honoré Sieyès (1700-1782), esattore delle tasse reali, pensava che la miglior scelta per il futuro di suo figlio fosse la carriera ecclesiastica.
La madre era invece Anne Angles.
Aveva due fratelli deputati, Joseph Barthélémy Sieyès La Baume (1749-1830) e Joseph Honoré Léonce Sieyès (1751-1830).
Il giovane Joseph si dedicò agli studi senza vocazione venendo ordinato sacerdote nel 1772. Poco dopo divenne canonico di Tréguier e successivamente cancelliere della cattedrale di Chartres nel 1787, continuando tuttavia a preferire la filosofia alla religione. Studioso del pensiero di Voltaire, era attratto dalle nuove idee degli enciclopedisti, che iniziò a frequentare durante i suoi viaggi a Parigi, dovuti alla carica di consigliere alla camera sovrana del clero che ricopriva.
Nonostante mettesse per iscritto le proprie riflessioni, in gran parte legate alle sue letture di politica, non pubblicò nulla fino al 1788.

### Periodo 1788-1791: il teorico della Rivoluzione
(Emmanuel Joseph Sieyès, Che cos'è il Terzo Stato?, 1789)

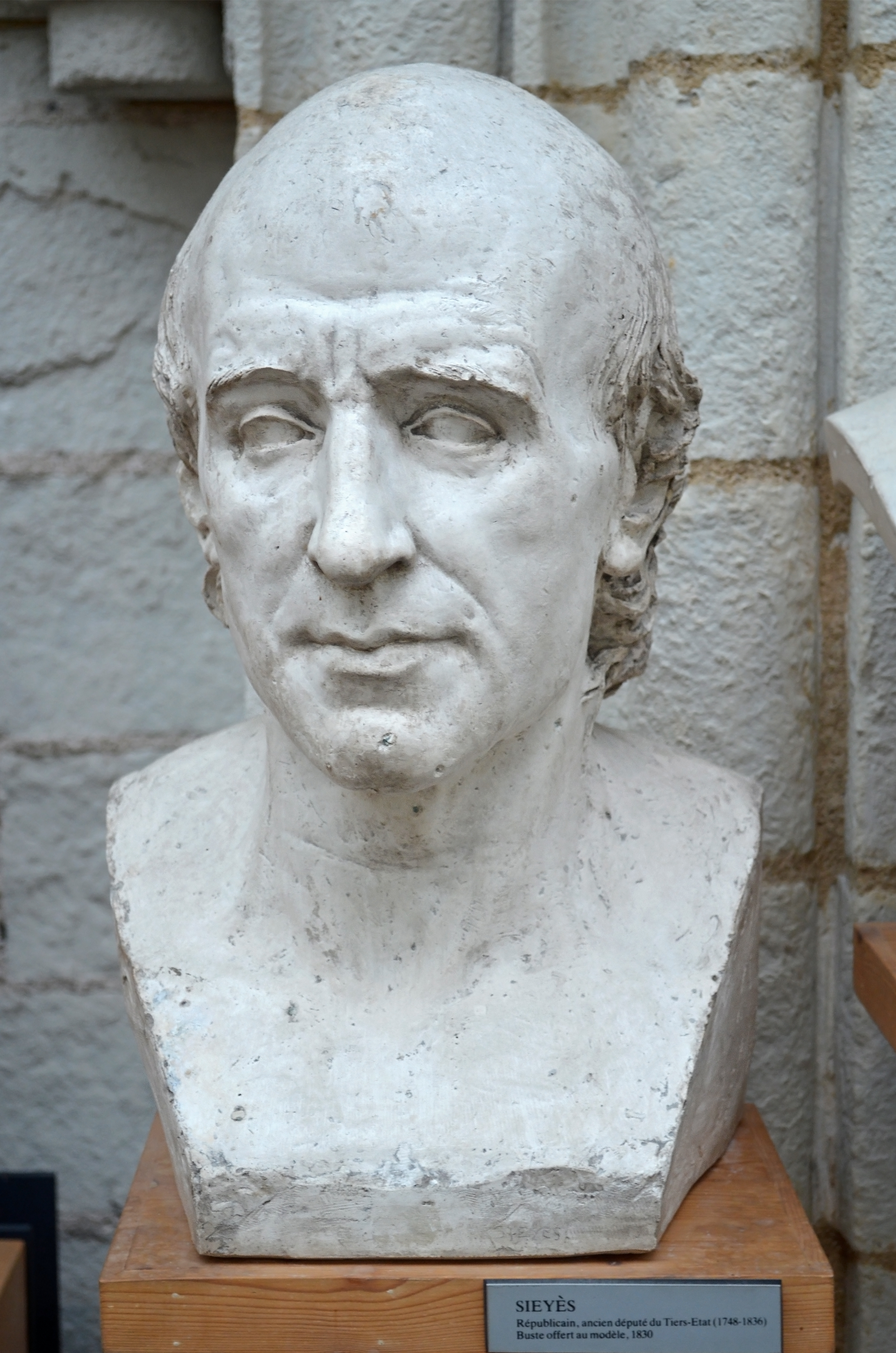
Sieyès, David d'Angers (1838).

Nel 1788 si stabilì definitivamente a Parigi, dove si dedicò con passione alla vita politica. Nell'inverno tra il 1788 e il 1789 pubblicò finalmente tre pamphlet che divennero notissimi e che tratteggiarono alcune idee chiave dei futuri rivoluzionari. Il primo pamphlet, Saggio sui privilegi, è del novembre 1788 e costituisce un attacco alla nobiltà. Il secondo tratta degli Stati Generali che stavano per essere convocati, e di come questi avrebbero dovuto diventare un'"Assemblea nazionale". Tuttavia Sieyès passò alla storia con la terza pubblicazione, nel gennaio 1789: Che cosa è il Terzo Stato? (Qu'est-ce que le Tiers-État?): in questo opuscolo Sieyès si scagliava di nuovo contro la nobiltà e proclamava convintamente che i rappresentanti del Terzo Stato dovessero porre le basi per un nuovo regime. Si ricorda la celeberrima frase: "Che cos'è il Terzo Stato? Tutto. Che cos'è stato finora nell'ordinamento politico? Nulla. Che cosa desidera? Diventare qualcosa".
Fondò con i suoi amici il club di Valois e, grazie ad una svista del segretario dell'assemblea degli elettori, l'astronomo Jean Sylvain Bailly, risultò eletto deputato agli Stati Generali, come rappresentante del Terzo Stato di Parigi. Grazie alla sua autorevolezza Sieyès svolse un ruolo fondamentale nella trasformazione degli Stati Generali in Assemblea Nazionale e si oppose all'ordine del re di sciogliere l'assemblea il 23 giugno 1789, insieme al conte di Mirabeau e a Bailly, divenuto intanto presidente della neonata Assemblea Nazionale.
Membro del club dei giacobini, fece adottare all'assemblea il suffragio censitario (ottobre del 1789): l'assemblea con questo auspicava un regime nel quale tutti i rappresentanti nel futuro parlamento fossero scelti in libere elezioni e non per nomina regia, acquisto o eredità di carica come succedeva negli organi dell'ancien regime, ma solo dai cittadini che superavano una certa soglia di ricchezza (ricchezza misurata sulla base delle tasse pagate dal cittadino).
Aveva aderito subito alla costituzione civile del clero (1790), incorrendo così, per decisione di Papa Pio VI (1791), nella sospensione a divinis con successiva riduzione allo stato laicale, decisa per tutti i preti costituzionali che non avessero abbandonato la Rivoluzione (in più il pontefice emanò la scomunica per i vescovi "rivoluzionari"). Sieyès sarebbe comunque incorso nella stessa situazione anche senza tale decisione, in quanto aderente alla massoneria.

### Periodo 1792-1798
Nel 1792 venne eletto deputato alla Convenzione Nazionale e benché favorevole alla riabilitazione di una monarchia costituzionale, votò comunque a favore dell'esecuzione del re Luigi XVI.
Durante il Terrore, anche se qualcuno l'accusava di esserne uno dei responsabili, Sieyès riuscì a defilarsi e passare in secondo piano. Ritornò alla politica attiva nel 1795, presentando alla Convenzione il progetto di una nuova costituzione, che tuttavia non ebbe seguito; rimase pertanto ostile alla nuova costituzione dell'anno III e rifiutò l'offerta, presentata da entrambe le nuove camere, di entrare nel nuovo organo esecutivo, il Direttorio. Grazie alla legge dei due terzi (che garantiva la rielezione dei due terzi dei deputati uscenti della Convenzione), fu comunque eletto nel Consiglio dei Cinquecento, e nel periodo del Direttorio occupò molte cariche pubbliche e diplomatiche, tra cui quella di ambasciatore della Repubblica francese in Prussia. Nel 1797 subì un attentato ad opera di un monarchico, che non gli perdonava il voto a favore della condanna a morte nei confronti di Luigi XVI: la grande emozione popolare che ne seguì gli permise di presentarsi agli occhi dei parigini come uno dei fondatori della Repubblica.

### Periodo 1798-1836

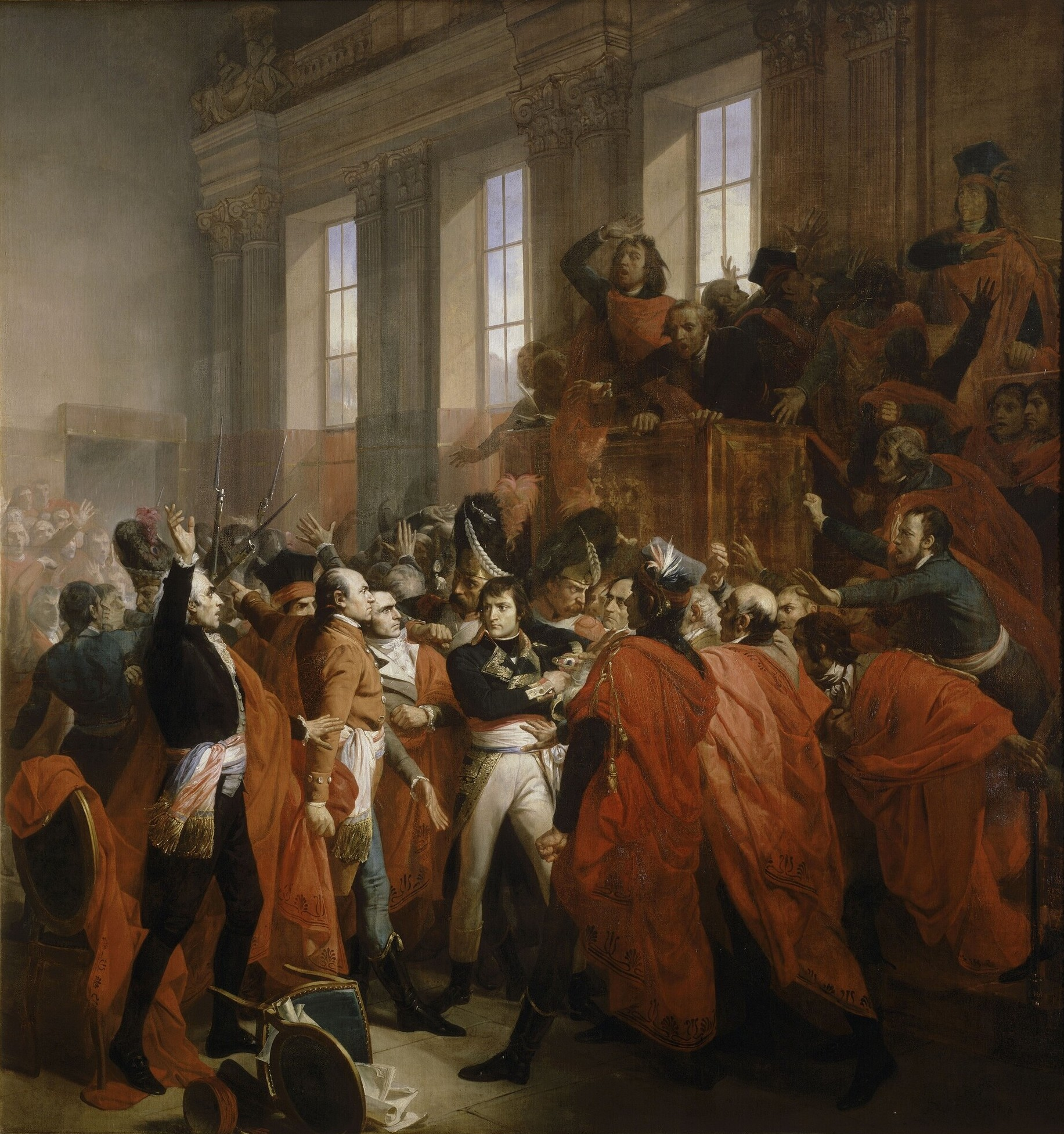
Napoleone nella sala del Consiglio dei Cinquecento

Il 16 maggio 1799, Sieyès fu eletto al Direttorio, in sostituzione di Reubell. Eclissando Barras dopo il colpo di Stato del 30 pratile, Sieyès divenne la personalità più importante del Direttorio e iniziò a preparare con Joseph Fouché e Napoleone Bonaparte il colpo di Stato del 18 brumaio.
Con la costituzione dell'anno VIII, Napoleone Bonaparte sostituì il direttorio con il consolato e nominò Sieyès console provvisorio nonché supervisore di due commissioni costituzionali. Dopo la nuova modifica della costituzione, Sieyès lasciò il ruolo di console e fu nominato presidente del Senato, carica che ricoprì per tutta la durata del Consolato. Nonostante la sua ambizione di rivestire la carica di cancelliere del nuovo Impero, Napoleone gli preferì Cambacérès, e Sieyès si vide progressivamente emarginato dalle più importanti funzioni pubbliche.
Nel 1803 entrò a far parte dell'Accademia francese, risultando eletto per il 31° seggio, rimasto vacante sin dalla morte dell'astronomo Jean Sylvain Bailly, avvenuta nel 1793.
Nominato nel 1808 Conte dell'Impero, durante i Cento Giorni fu fatto Pari di Francia. Per questo, ma soprattutto perché incluso nella lista di proscrizione dei regicidi, 
partì per l'esilio nel 1816 e si stabilì a Bruxelles per tutto il periodo della Restaurazione.
Tornò a Parigi solo dopo la rivoluzione del 1830. Si ritirò allora definitivamente dalla politica e morì nella capitale all'età di 88 anni. Fu sepolto nel cimitero di Père-Lachaise.

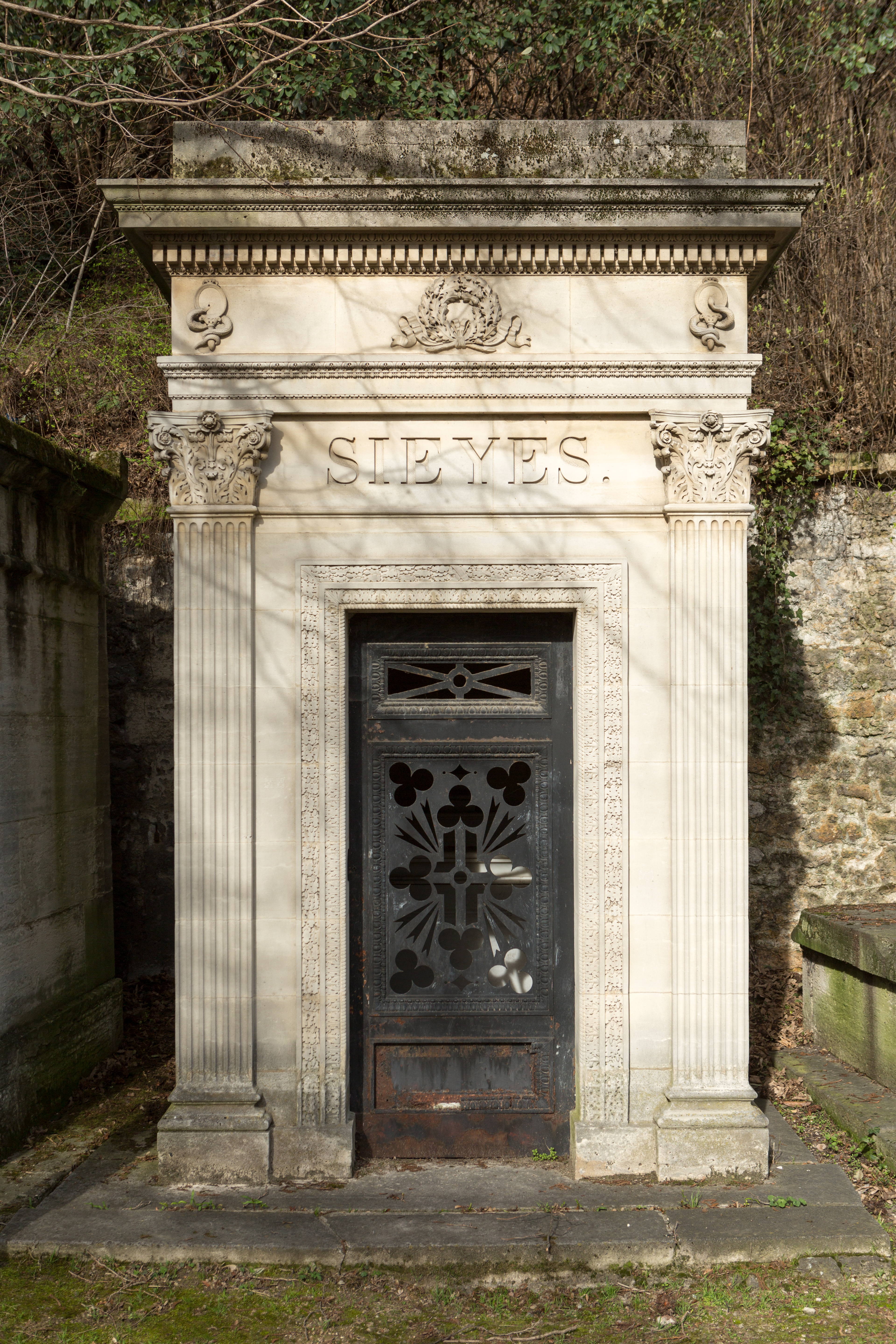
La tomba di famiglia Sieyès al cimitero di Père-Lachaise.

Massone, fu membro della loggia parigina "Les Neufs Soeurs", del Grande Oriente di Francia..

## Cultura di massa
L'abate Sieyès è stato interpretato da Jean Bouchaud nella miniserie televisiva La rivoluzione francese (1989) e da André Oumansky nella miniserie televisiva Napoléon (2002).